# Cour suprême de Namibie
La Cour suprême de Namibie est la plus haute juridiction du système judiciaire namibien. C'est le tribunal de dernier ressort et la plus haute cour d'appel du pays. Elle est située dans le centre-ville de la capitale de la Namibie, Windhoek. Une décision de cette Cour est suprême en ce sens qu'elle ne peut être annulée que par une loi du Parlement qui la contredit ou par une autre décision de la Cour suprême elle-même.

## Histoire
La Cour suprême de Namibie est fondée le 21 mars 1990, jour de l'indépendance de la Namibie. Bien qu'elle ait pour prédécesseur la Cour suprême du Sud-Ouest africain, cette dernière n'est pas une cour suprême au sens où les recours contre ses décisions seraient autorisés; la Division d'appel de la Cour suprême d'Afrique du Sud les entendrait, et ils seraient poursuivis par la Cour suprême du Sud-Ouest africain.

## Palais de justice
Lors de sa création en 1990, la Cour suprême ne dispose pas de son propre bâtiment. Le bâtiment de la Cour suprême, situé dans la rue Michael Scott sur la place Eliakim Namundjebo dans le centre de Windhoek, est construit entre 1994 et 1996 comme un "bâtiment imposant et fonctionnel" pour représenter "l'intégrité et l'âme de la [...] Constitution". Il est conçu dans un style nord-africain afin d'éviter la ressemblance avec les bâtiments coloniaux européens et c'est le seul bâtiment de Windhoek érigé après l'indépendance dans un style d'architecture africain. Le bâtiment est construit pour contenir deux salles d'audience, quatre bureaux pour les juges et une bibliothèque de droit au premier étage. L'érection et la conception du bâtiment ont nécessité des investigations géotechniques approfondies car il est situé au-dessus d'une faille géologique

## Mandat et pouvoir
Le mandat et les pouvoirs de la Cour suprême sont régis par les articles 78, 79 et 138 de la Constitution namibienne. Elle entend les appels contre les décisions de la Haute Cour et les affaires renvoyées par le procureur général (en), en particulier celles qui concernent les questions constitutionnelles. Elle peut également connaître des affaires dont elle est saisie par autorisation parlementaire. La Cour suprême réglemente ses propres procédures et établit des règles de procédure.
Une décision de la Cour suprême ne peut être annulée que par une loi du Parlement qui la contredit ou par une autre décision de la Cour suprême elle-même.

## Structure et nominations
Le juge en chef de la Namibie (en) préside la Cour suprême. Il est assisté par des juges d'appel. Tous les juges de la Cour suprême sont nommés par le président sur recommandation de la Commission des services judiciaires. Le juge en chef est Peter Shivute (en).

## Affaires notables
En 1991, la Cour confirme l'interdiction des châtiments corporels dans les écoles publiques. Il précise également que cette interdiction s'applique indépendamment de l'approbation ou de la désapprobation des parents quant à la mesure, et même si l'élève lui-même accepte d'être puni de cette manière.
En 2001, lorsqu'elle statue sur un recours de l'État concernant un permis de séjour accordé (Président de la Commission de sélection de l'immigration contre Frank et un autre), la Cour note : "La relation homosexuelle, qu'elle soit entre hommes et hommes et entre femmes et femmes, échappe clairement au champ d'application et intention de l'article 14" de la Constitution de la Namibie (protection de la famille).
Dans une affaire civile découlant du procès pour trahison de Caprivi (en), la Cour suprême de Namibie ordonne au gouvernement en 2002 (Gouvernement de Namibie et autres contre Mwilima et autres) de fournir aux suspects de trahison une représentation légale. En 2010, la Cour est de nouveau impliquée dans ce procès, statuant (État c. Malumo et 24 autres) que les aveux de 25 accusés sont irrecevables devant la Haute Cour de Windhoek en raison de la survenance d'"actions coercitives" de la part de la police ou de l'armée pour obtenir les témoignages.
En 2009, la Cour suprême conclut qu'un accord de 2000 sur l'expansion du village de vacances côtier de Wlotzkasbaken (Erongo Regional Council and Others v Wlotzkasbaken Home Owners Association and Another ) a été unilatéralement et illégalement modifié par le Conseil régional d'Erongo, et décide en faveur des propriétaires de la maison.
En novembre 2014, la Cour confirme une décision de la Haute Cour dans l' affaire LM &amp; Others v Government of Namibia selon laquelle trois femmes ont été stérilisées de force dans des hôpitaux publics.
En février 2020, la Cour statue sur une affaire émanant des élections générales namibiennes de 2019. Elle décide que l'utilisation de machines à voter électroniques (en) (EVM) sans trace papier vérifiable (VPPT) contrevient à la loi électorale de 2014, et que la décision d'utiliser des EVM sans fournir la trace papier comme l'exige la loi, est inconstitutionnelle car elle viole la séparation des pouvoirs. La Cour, cependant, refuse d'annuler les élections effectuées à l'aide d'un tel processus raté, car rien n'indique que les appareils ont été falsifiés. Cela a suscité une certaine controverse.
En mai 2023, la Cour ordonne que les mariages homosexuels conclus hors de Namibie soient reconnus (en) en raison des droits constitutionnels à l'égalité et à la dignité. Elle commente également sa décision de 2001, déclarant que les remarques sur la protection de la famille n'incluant pas les relations homosexuelles sont « des remarques périphériques et subsidiaires non nécessaires à cette décision et donc [...] non contraignantes. » La décision, marquée comme « historique, « révolutionnaire » et un « arrêt historique » est célébrée par la communauté LGBT de Namibie  mais attaquée par des chefs religieux et politiques.